# Baldershovs IP
Baldershovs IP är en idrottsplats för främst friidrott och fotboll, samt tennis och inomhusidrott i Baldershallen, i Haga i Sundsvall.
Baldershov är hemmaarena för IFK Sundsvall och Sundsvalls FF. Sundsvalls friidrottsförening driver sin huvudsakliga verksamhet här samt Sundsvalls tennisklubb, Sundsvalls squashklubb, Bergsåkers badmintonklubb och Ortvikens pingisklubb i Baldershallen. 
Utomhusanläggningen ägs och förvaltas av Sundsvalls kommun. Här finns en fullstor gräsplan för fotboll (11-manna), en lika stor konstgräsplan med belysning och en grusplan. Det finns också två mindre gräsplaner. 
Det är också en fullt utrustad friidrottsanläggning med löparbanor runt gräsplanen. Där finns även en rymlig läktare med tak och sekretariat. Intill finns en gräsyta för kastgrenar. 
Vintertid finns en isbana uppspolad på löparbanorna som är en oval bana på 400 meter.
Intill idrottsplatsen finns ett utegym med belysning.

## Baldershallen
Baldershallen ligger i anslutning till idrottsplatsen och invigdes av Sundsvalls tennisklubb 1989 (då med tre tennisplaner inomhus och två idrottshallar).  
Anläggningen byggdes ut till 2022 och är nu 15 000 kvadratmeter stor och inrymmer flera banor för tennis, padel, squash och badminton. Dessutom en stor öppen lokal för bordtennis och friidrott, samt en stor hall som rymmer två fullstora planer för bollsporter som basket, innebandy och handboll. Det finns även gym och restaurang i lokalerna. 
Föreningar som har verksamhet i hallen är Sundsvalls tennisklubb (med padelsektion), Bergsåkers badmintonklubb, Sundsvalls Squash Club, Ortvikens pingisklubb och Klockarbergets BK (innebandy). 
Baldershallen ägs av fastighetsbolaget Balder. Sundsvalls Tennisklubb hyr anläggningen, och Sundsvalls kommun hyr i sin tur delar av arenan av klubben. 
Intill Baldershallen finns även tre grusbanor för tennis utomhus.  

## Historia
Baldershov invigdes 1935 då gräsplanen med löparbanor och friidrottsanläggning byggdes. 1964 tillkom grusplanen med belysning ovanför/väster om gräsplanen, som även användes som isbana. 2016 byttes gruset ut mot konstgräs (samtidigt byggdes förråd, kiosk, avbytarbås och speakerhytt samt nytt matchur och ljudanläggning). 2013 byggdes en ny grusplan norr om gräsplanen. 
På 1970-talet byggdes en mindre grusplan med belysning (som vintertid användes som ishockeyrink) nedanför nuvarande Baldershallen. Den har senare gjorts om till gräsplan. På 1970-talet byggdes även utomhusbanor för tennis och 1989 tillkom Baldershallen för tennis och inomhusidrott. 
Inför friidrotts-SM 1997 byggdes en ny läktare med tak och sekretariat och ett måldomartorn vid gräsplanen och löparbanorna samt nya entréer. Inför lag-SM 2015 tillkom en ny kastbur. 2022 blev det en rejäl upprustning av friidrottsbanorna som lades inför friidrotts SM 1997 och numera finns åtta banor runt. 
2015 invigdes ett utegym i anslutning till idrottsplatsen.  
Publikrekordet för fotboll är 9 628 i ett derby mellan GIF Sundsvall och IFK Sundsvall i näst högsta serien 1974, då ordinarie hemmaarena Idrottsparken byggdes om. Av samma skäl spelade GIF Sundsvall även några allsvenska matcher här 1991.
Stora JSM 16-18-22 år arrangerades av Medelpads Friidrottsförbund 1984, Friidrotts-SM 1997 arrangerades här, liksom  Folksam Grand Prix 1998, JSM 1999, Veteran-SM 2002, lag-SM 2015 (en del av SM-veckan) och sedan 2005 årligen sprinttävlingen Sundsvall Wind Sprint.
På 1940-talet användes löparbanorna (kolstybb) också för speedway-tävlingar.